# 1-ша Північна дивізія Дієвої армії УНР
1-ша Північна дивізія Дієвої армії УНР — піхотна дивізія Армії Української Народної Республіки, що входила до складу Волинської групи.

## Історія

### Формування
В травні 1919 року в результаті наступу польських та більшовицьких військ на Волині була розгромлена Північна група армії УНР. Її залишки було реорганізовано в однойменну дивізію та включено до складу Волинської групи.

### Бойовий шлях
Дивізія брала участь у збройній боротьбі проти більшовицьких військ в районі Кам'янця-Подільського та Сатанівa. Під час спільного походу Дієвої армії УНР та Української Галицької армії на Київ у складі Волинської групи брала участь у загальному наступі на Одесу.
1 вересня 1919 року завдала важких втрат 45-й дивізії РСЧА, що дозволило українським військам захопити м. Бірзула, де було здобуто багато військового майна.
Брала участь в боях з білогвардійськими військами восени 1919 року.
15-16 листопада 1919 року після важких втрат залишки 1-ї Північної та 4-ї Холмської дивізій було зведено у Волинську дивізію.

## Командування
- Петро Єрошевич (2 червня 1919 - жовтень 1919)
- П. Липовець (жовтень 1919 - )

## Склад
Станом на 16 серпня 1919 року до складу дивізії входили:
- штаб;
- 1-й піший Гайсинський полк;
- 2-й піший Берестейський полк;
- 3-й піший Подільський полк;
- 1-ша Північна гарматна бригада:
  - штаб;
  - 1-й гарматний полк;
  - 2-й гарматний полк;
- 1-й технічний Північний курінь;
- 1-й Північний запасний курінь.

Загальна чисельність дивізії станом на 23 серпня становила понад 2 700 осіб, з них близько 1 000 багнетів і шабель. На її озброєнні у цей час знаходилося 56 кулеметів та 14 гармат.

## Військовики дивізії
- Яків Бальме — старший помічник командира 2-го пішого Берестейського полку
- Борис Барковський — командир 2-го гарматного полку 1-ї гарматної бригади
- Євген Бокій — державний інспектор 3-го пішого Подільського полку
- Олександр Даїн — дивізійний лікар
- Дмитро Задорожний — комендант штабу дивізії
- Іван Лиходько — старшина
- Олексій Новицький — старшина